# Coppa Italia di Serie A2 2018-2019 (calcio a 5)
La Coppa Italia di Serie A2 2018-2019 è stata la 20ª edizione della Coppa Italia di categoria. La competizione ha preso avvio il 29 settembre 2018 per concludersi il 17 marzo 2019. Alla competizione hanno preso parte tutte le società iscritte al campionato di Serie A2.

## Formula
Il torneo si articola in due turni preliminari e la final four. Al primo turno accedono tutte le 36 squadre iscritte al campionato nazionale di Serie A2 che vengono divise in 12 triangolari seguendo i gironi di campionato, accedono al turno successivo le vincenti dei rispettivi raggruppamenti. Il secondo turno si svolge sempre tramite triangolari con squadre divise in base al criterio di vicinorietà. Le 4 squadre rimaste parteciperanno alla final four in sede unica.

## Avvenimenti
In seguito all'aggressione dell'arbitro avvenuta durante l'incontro Real Rogit-Comprensorio Medio Basento da parte di un sostenitore della squadra locale, il giudice sportivo comminava alla società Real Rogit la punizione sportiva della perdita della gara col punteggio di 0-6 e la conseguente espulsione dalla competizione. La Divisione Calcio a 5 disponeva la trasformazione del triangolare 11 in un abbinamento tra la formazione lucana e l'Atletico Cassano.

## Primo turno

### Regolamento
Si qualificheranno al secondo turno le 12 vincenti di ogni triangolare. La squadra che riposerà nella prima giornata è stata determinata per sorteggio, così come la squadra che disputerà la prima gara in trasferta; riposerà nella seconda giornata la squadra che avrà vinto la prima gara o, in caso di parità, quella che avrà disputato la prima gara in trasferta; nella terza giornata si svolgerà la gara fra le due squadre che non si sono incontrate in precedenza. Per determinare la squadra vincente si terrà conto, nell'ordine: dei punti ottenuti negli incontri disputati; della migliore differenza reti; del maggior numero di reti segnate. Persistendo ulteriore parità o nella ipotesi di completa parità tra le tre squadre la vincente è determinata per sorteggio. Gli incontri dei triangolari sono in programma il 29 settembre, il 3 ottobre e il 7 novembre.

### Girone A

#### Triangolare 1
| Squadra     | P.ti | G | V | N | P | GF | GS | DR |
| ----------- | ---- | - | - | - | - | -- | -- | -- |
| Petrarca    | 6    | 2 | 2 | 0 | 0 | 10 | 2  | +8 |
| Bubi Merano | 3    | 2 | 1 | 0 | 1 | 5  | 7  | -2 |
| Villorba    | 0    | 2 | 0 | 0 | 2 | 3  | 9  | -6 |

| Squadra 1   | Risultato   | Squadra 2   |
| 1ª giornata | 1ª giornata | 1ª giornata |
| ----------- | ----------- | ----------- |
| Bubi Merano | 4 - 2       | Villorba    |
| 2ª giornata |             |             |
| Villorba    | 1 - 5       | Petrarca    |
| 3ª giornata |             |             |
| Petrarca    | 5 - 1       | Bubi Merano |

#### Triangolare 3
| Squadra       | P.ti | G | V | N | P | GF | GS | DR |
| ------------- | ---- | - | - | - | - | -- | -- | -- |
| Città di Asti | 3    | 2 | 1 | 0 | 1 | 8  | 5  | +3 |
| CDM Genova    | 3    | 2 | 1 | 0 | 1 | 6  | 6  | 0  |
| L84           | 3    | 2 | 1 | 0 | 1 | 6  | 9  | -3 |

| Squadra 1     | Risultato   | Squadra 2     |
| 1ª giornata   | 1ª giornata | 1ª giornata   |
| ------------- | ----------- | ------------- |
| CDM Genova    | 3 - 4       | L84           |
| 2ª giornata   |             |               |
| Città di Asti | 2 - 3       | CDM Genova    |
| 3ª giornata   |             |               |
| L84           | 2 - 6       | Città di Asti |

#### Triangolare 2
| Squadra  | P.ti | G | V | N | P | GF | GS | DR  |
| -------- | ---- | - | - | - | - | -- | -- | --- |
| Sestu    | 6    | 2 | 2 | 0 | 0 | 8  | 3  | +5  |
| Leonardo | 3    | 2 | 1 | 0 | 1 | 12 | 4  | +8  |
| Ossi     | 0    | 2 | 0 | 0 | 2 | 1  | 14 | -13 |

| Squadra 1   | Risultato   | Squadra 2   |
| 1ª giornata | 1ª giornata | 1ª giornata |
| ----------- | ----------- | ----------- |
| Ossi        | 1 - 4       | Sestu       |
| 2ª giornata |             |             |
| Leonardo    | 10 - 0      | Ossi        |
| 3ª giornata |             |             |
| Sestu       | 4 - 2       | Leonardo    |

#### Triangolare 4
| Squadra         | P.ti | G | V | N | P | GF | GS | DR |
| --------------- | ---- | - | - | - | - | -- | -- | -- |
| Milano          | 4    | 2 | 1 | 1 | 0 | 10 | 7  | +3 |
| Mantova         | 2    | 2 | 0 | 2 | 0 | 9  | 9  | 0  |
| Carrè Chiuppano | 1    | 2 | 0 | 1 | 1 | 8  | 11 | -3 |

| Squadra 1       | Risultato   | Squadra 2       |
| 1ª giornata     | 1ª giornata | 1ª giornata     |
| --------------- | ----------- | --------------- |
| Carrè Chiuppano | 5 - 5       | Mantova         |
| 2ª giornata     |             |                 |
| Milano          | 6 - 3       | Carrè Chiuppano |
| 3ª giornata     |             |                 |
| Mantova         | 4 - 4       | Milano          |

### Girone B

#### Triangolare 1
| Squadra          | P.ti | G | V | N | P | GF | GS | DR |
| ---------------- | ---- | - | - | - | - | -- | -- | -- |
| Prato            | 4    | 2 | 1 | 1 | 0 | 8  | 4  | +4 |
| Atlante Grosseto | 3    | 2 | 1 | 0 | 1 | 7  | 10 | -3 |
| Pistoia          | 1    | 2 | 0 | 1 | 1 | 8  | 9  | -1 |

| Squadra 1        | Risultato   | Squadra 2        |
| 1ª giornata      | 1ª giornata | 1ª giornata      |
| ---------------- | ----------- | ---------------- |
| Pistoia          | 3 - 3       | Prato            |
| 2ª giornata      |             |                  |
| Atlante Grosseto | 6 - 5       | Pistoia          |
| 3ª giornata      |             |                  |
| Prato            | 5 - 1       | Atlante Grosseto |

#### Triangolare 3
| Squadra             | P.ti | G | V | N | P | GF | GS | DR |
| ------------------- | ---- | - | - | - | - | -- | -- | -- |
| Ciampino Anni Nuovi | 4    | 2 | 1 | 1 | 0 | 6  | 4  | +2 |
| Mirafin             | 3    | 2 | 1 | 0 | 1 | 6  | 7  | -1 |
| Roma                | 1    | 2 | 0 | 1 | 1 | 5  | 6  | -1 |

| Squadra 1           | Risultato   | Squadra 2           |
| 1ª giornata         | 1ª giornata | 1ª giornata         |
| ------------------- | ----------- | ------------------- |
| Ciampino Anni Nuovi | 4 - 2       | Mirafin             |
| 2ª giornata         |             |                     |
| Mirafin             | 4 - 3       | Roma                |
| 3ª giornata         |             |                     |
| Roma                | 2 - 2       | Ciampino Anni Nuovi |

#### Triangolare 2
| Squadra          | P.ti | G | V | N | P | GF | GS | DR |
| ---------------- | ---- | - | - | - | - | -- | -- | -- |
| Tombesi          | 6    | 2 | 2 | 0 | 0 | 10 | 6  | +4 |
| Virtus Aniene 3Z | 3    | 2 | 1 | 0 | 1 | 8  | 8  | 0  |
| Olimpus Roma     | 0    | 2 | 0 | 0 | 2 | 5  | 9  | -4 |

| Squadra 1        | Risultato   | Squadra 2        |
| 1ª giornata      | 1ª giornata | 1ª giornata      |
| ---------------- | ----------- | ---------------- |
| Tombesi          | 5 - 4       | Virtus Aniene 3Z |
| 2ª giornata      |             |                  |
| Virtus Aniene 3Z | 4 - 3       | Olimpus Roma     |
| 3ª giornata      |             |                  |
| Olimpus Roma     | 2 - 5       | Tombesi          |

#### Triangolare 4
| Squadra       | P.ti | G | V | N | P | GF | GS | DR |
| ------------- | ---- | - | - | - | - | -- | -- | -- |
| Lido di Ostia | 6    | 2 | 2 | 0 | 0 | 8  | 5  | +3 |
| Real Cefalù   | 3    | 2 | 1 | 0 | 1 | 9  | 5  | +4 |
| Cioli AV      | 0    | 2 | 0 | 0 | 2 | 5  | 12 | -7 |

| Squadra 1     | Risultato   | Squadra 2     |
| 1ª giornata   | 1ª giornata | 1ª giornata   |
| ------------- | ----------- | ------------- |
| Real Cefalù   | 7 - 2       | Cioli AV      |
| 2ª giornata   |             |               |
| Cioli AV      | 3 - 5       | Lido di Ostia |
| 3ª giornata   |             |               |
| Lido di Ostia | 3 - 2       | Real Cefalù   |

### Girone C

#### Triangolare 1
| Squadra      | P.ti | G | V | N | P | GF | GS | DR  |
| ------------ | ---- | - | - | - | - | -- | -- | --- |
| Sandro Abate | 6    | 2 | 2 | 0 | 0 | 15 | 5  | +10 |
| Salinis      | 1    | 2 | 0 | 1 | 1 | 4  | 8  | -4  |
| Marigliano   | 1    | 2 | 0 | 1 | 1 | 7  | 13 | -6  |

| Squadra 1    | Risultato   | Squadra 2    |
| 1ª giornata  | 1ª giornata | 1ª giornata  |
| ------------ | ----------- | ------------ |
| Salinis      | 3 - 3       | Marigliano   |
| 2ª giornata  |             |              |
| Sandro Abate | 5 - 1       | Salinis      |
| 3ª giornata  |             |              |
| Marigliano   | 4 - 10      | Sandro Abate |

#### Triangolare 3
| Squadra          | P.ti | G | V | N | P | GF | GS | DR |
| ---------------- | ---- | - | - | - | - | -- | -- | -- |
| C.M.B.           | 6    | 2 | 2 | 0 | 0 | 13 | 7  | +6 |
| Atletico Cassano | 0    | 2 | 0 | 0 | 2 | 7  | 13 | -6 |
| Real Rogit       | −    | − | − | − | − | −  | −  | −  |

| Squadra 1        | Risultato   | Squadra 2        |
| 1ª giornata      | 1ª giornata | 1ª giornata      |
| ---------------- | ----------- | ---------------- |
| Real Rogit       | 0 - 6       | C.M.B.           |
| 2ª giornata      |             |                  |
| Atletico Cassano | 2 - 6       | C.M.B.           |
| 3ª giornata      |             |                  |
| C.M.B.           | 7 - 5       | Atletico Cassano |

#### Triangolare 2
| Squadra           | P.ti | G | V | N | P | GF | GS | DR |
| ----------------- | ---- | - | - | - | - | -- | -- | -- |
| Cobà              | 3    | 2 | 1 | 0 | 1 | 9  | 4  | +5 |
| Barletta          | 3    | 2 | 1 | 0 | 1 | 6  | 8  | -2 |
| Porto San Giorgio | 3    | 2 | 1 | 0 | 1 | 5  | 8  | -3 |

| Squadra 1         | Risultato   | Squadra 2         |
| 1ª giornata       | 1ª giornata | 1ª giornata       |
| ----------------- | ----------- | ----------------- |
| Cobà              | 7 - 0       | Barletta          |
| 2ª giornata       |             |                   |
| Barletta          | 6 - 1       | Porto San Giorgio |
| 3ª giornata       |             |                   |
| Porto San Giorgio | 4 - 2       | Cobà              |

#### Triangolare 4
| Squadra           | P.ti | G | V | N | P | GF | GS | DR |
| ----------------- | ---- | - | - | - | - | -- | -- | -- |
| Virtus Rutigliano | 6    | 2 | 2 | 0 | 0 | 7  | 4  | +3 |
| Sammichele        | 3    | 2 | 1 | 0 | 1 | 7  | 6  | +1 |
| Bisceglie         | 0    | 2 | 0 | 0 | 2 | 6  | 10 | -4 |

| Squadra 1         | Risultato   | Squadra 2         |
| 1ª giornata       | 1ª giornata | 1ª giornata       |
| ----------------- | ----------- | ----------------- |
| Bisceglie         | 3 - 4       | Virtus Rutigliano |
| 2ª giornata       |             |                   |
| Sammichele        | 6 - 3       | Bisceglie         |
| 3ª giornata       |             |                   |
| Virtus Rutigliano | 3 - 1       | Sammichele        |

## Secondo turno

### Regolamento
Si qualificheranno alla fase finale le quattro vincenti di ogni triangolare. La composizione dei triangolari, la squadra che riposerà nella prima giornata così come la squadra che disputerà la prima gara in trasferta sono state determinate tramite sorteggio; nella seconda giornata riposerà la squadra che avrà vinto la prima gara o, in caso di parità, quella che avrà disputato la prima gara in trasferta; nella terza giornata si svolgerà la gara fra le due squadre che non si sono incontrate in precedenza. Per determinare la squadra vincente si terrà conto, nell'ordine: dei punti ottenuti negli incontri disputati; della migliore differenza reti; del maggior numero di reti segnate. Persistendo ulteriore parità o nella ipotesi di completa parità tra le tre squadre la vincente è determinata per sorteggio. Gli incontri dei triangolari sono in programma il 19 dicembre, il 29 dicembre e il 9 gennaio.

### Risultati

#### Triangolare 1
| Squadra       | P.ti | G | V | N | P | GF | GS | DR |
| ------------- | ---- | - | - | - | - | -- | -- | -- |
| Città di Asti | 4    | 2 | 1 | 1 | 0 | 8  | 3  | +5 |
| Sestu         | 4    | 2 | 1 | 1 | 0 | 5  | 4  | +1 |
| Milano        | 0    | 2 | 0 | 0 | 2 | 1  | 7  | -6 |

| Squadra 1     | Risultato   | Squadra 2     |
| 1ª giornata   | 1ª giornata | 1ª giornata   |
| ------------- | ----------- | ------------- |
| Sestu         | 3 - 3       | Città di Asti |
| 2ª giornata   |             |               |
| Milano        | 1 - 2       | Sestu         |
| 3ª giornata   |             |               |
| Città di Asti | 5 - 0       | Milano        |

#### Triangolare 3
| Squadra             | P.ti | G | V | N | P | GF | GS | DR |
| ------------------- | ---- | - | - | - | - | -- | -- | -- |
| Lido di Ostia       | 6    | 2 | 2 | 0 | 0 | 8  | 5  | +3 |
| Ciampino Anni Nuovi | 3    | 2 | 1 | 0 | 1 | 8  | 7  | +1 |
| Tombesi             | 0    | 2 | 0 | 0 | 2 | 6  | 10 | -4 |

| Squadra 1           | Risultato   | Squadra 2           |
| 1ª giornata         | 1ª giornata | 1ª giornata         |
| ------------------- | ----------- | ------------------- |
| Lido di Ostia       | 4 - 3       | Tombesi             |
| 2ª giornata         |             |                     |
| Tombesi             | 3 - 6       | Ciampino Anni Nuovi |
| 3ª giornata         |             |                     |
| Ciampino Anni Nuovi | 2 - 4       | Lido di Ostia       |

#### Triangolare 2
| Squadra  | P.ti | G | V | N | P | GF | GS | DR  |
| -------- | ---- | - | - | - | - | -- | -- | --- |
| Cobà     | 4    | 2 | 1 | 1 | 0 | 13 | 4  | +9  |
| Petrarca | 4    | 2 | 1 | 1 | 0 | 11 | 5  | +6  |
| Prato    | 0    | 2 | 0 | 0 | 2 | 7  | 22 | -15 |

| Squadra 1   | Risultato   | Squadra 2   |
| 1ª giornata | 1ª giornata | 1ª giornata |
| ----------- | ----------- | ----------- |
| Petrarca    | 1 - 1       | Cobà        |
| 2ª giornata |             |             |
| Prato       | 4 - 10      | Petrarca    |
| 3ª giornata |             |             |
| Cobà        | 12 - 3      | Prato       |

#### Triangolare 4
| Squadra           | P.ti | G | V | N | P | GF | GS | DR |
| ----------------- | ---- | - | - | - | - | -- | -- | -- |
| Sandro Abate      | 6    | 2 | 2 | 0 | 0 | 8  | 5  | +3 |
| C.M.B.            | 3    | 2 | 1 | 0 | 1 | 7  | 6  | +1 |
| Virtus Rutigliano | 0    | 2 | 0 | 0 | 2 | 3  | 7  | -4 |

| Squadra 1         | Risultato   | Squadra 2         |
| 1ª giornata       | 1ª giornata | 1ª giornata       |
| ----------------- | ----------- | ----------------- |
| C.M.B.            | 4 - 1       | Virtus Rutigliano |
| 2ª giornata       |             |                   |
| Virtus Rutigliano | 2 - 3       | Sandro Abate      |
| 3ª giornata       |             |                   |
| Sandro Abate      | 5 - 3       | C.M.B.            |

## Fase finale
La fase finale, ospitata dalla società Città di Asti presso il Pala San Quirico, prevede gare a eliminazione diretta di sola andata. Qualora, alla fine dei tempi regolamentari, le gare di semifinale si concludano con un risultato di parità, la vincente verrà determinata direttamente dai tiri di rigore mentre nella finale essi saranno eventualmente preceduti da due tempi supplementari di 5 minuti ciascuno. Il sorteggio del tabellone si è tenuto il 23 febbraio 2019 ad Asti.

### Tabellone
|  | Semifinali | Semifinali         | Semifinali |               |   | Finale       | Finale | Finale |  |
|  |            |                    |            |               |   |              |        |        |  |
|  | C          | Cobà               | 5(7)       |               |   |              |        |        |  |
|  | C          | Cobà               | 5(7)       |               |   |              |        |        |  |
|  | C          | Sandro Abate (dcr) | 5(8)       |               |   |              |        |        |  |
|  | C          | Sandro Abate (dcr) | 5(8)       |               |   | Sandro Abate | 9      |        |  |
|  |            |                    |            |               |   | Sandro Abate | 9      |        |  |
|  |            |                    |            | Città di Asti | 2 |              |        |        |  |
|  | A          | Città di Asti      | 5          | Città di Asti | 2 |              |        |        |  |
|  | A          | Città di Asti      | 5          |               |   |              |        |        |  |
|  | B          | Lido di Ostia      | 3          |               |   |              |        |        |  |

### Semifinali
| Arbitri: | Pasquale Marcello Falcone (Foggia) Alex Iannuzzi (Roma 1) Vincenzo Cammarano (Nichelino) |
| Crono:   | Fabio Mavaro (Parma)                                                                     |

|                                                                   |                      |                                                                        |
| Basso 2'18'’, 34'33'’ Sgolastra 22'38'’, 29'26'’ Lamedica 27'05'’ | Marcatori            | 14'19'’, 26'20'’ V. Mello 27'36'’ Dian Luka 35'56'’, 36'56'’ Bebetinho |
| Basso Juanillo Zacheo Sgolastra                                   | Tiri di rigore 2 – 3 | Dian Luka V. Mello Fantecele Bebetinho                                 |

| Arbitri: | Fabio Rocco De Pasquale (Marsala) Federico Beggio (Padova) Stefano Pasquino (Nichelino) |
| Crono:   | Daniele Biondo (Varese)                                                                 |

|                                                                       |           |                                                      |
| Itria 10'27'’, 30'54'’ Fortino 18'20'’ Ongari 29'43'’ Siviero 39'44'’ | Marcatori | 17'15'’ Jorginho 24'35'’ Schacker 27'19'’ Gattarelli |

### Finale
| Arbitri: | Luca Petrillo (Catanzaro) Arrigo D'Alessandro (Policoro) Carlo Adilardi (Collegno) |
| Crono:   | Sue Ellen Salvatore (Gallarate)                                                    |

| |            | |
| Fantecele 12'15'’, 20'20'’ V. Mello 19'14'’ (t.l.) Dian Luka 25’, 39'47'’ Bebetinho 26'05'’ Suazo 26'28'’ Tondi 37'31'’ De Crescenzo 38'24'’                                                | Marcatori  | 3'19'’ Fortino 38'35'’ Fazio |
| · Fabio Tondi · Lolo Suazo · André Fantecele · Massimo Abate · Victor Mello · Ciro Attanasio · Davide De Crescenzo · Bebetinho · Dian Luka · Mario Iandolo · Pasquale Nasta · Mauro Tatulli | Formazioni | · Erik Tropiano · Francesco Itria · Douglas Corsini · Antonio Celentano · Rodolfo Fortino · André Siviero · Stefano Pellegrino · Roberto Fazio · Gianluca Ongari · Riccardo Bosio · Rodolfo Mendes · Lorenzo Scianna |
| Alessandro Nuccorini | Allenatori | Gianfranco Lotta |